# Notträsktjärnen
Notträsktjärnen är en sjö i Överkalix kommun i Norrbotten och ingår i Kalixälvens huvudavrinningsområde. Sjön har en area på 0,0708 kvadratkilometer och ligger 105 meter över havet. Sjön avvattnas av vattendraget Lavasån.

## Delavrinningsområde
Notträsktjärnen ingår i det delavrinningsområde (737267-180880) som SMHI kallar för Utloppet av Tansjärv. Medelhöjden är 141 meter över havet och ytan är 8,73 kvadratkilometer. Det finns inga avrinningsområden uppströms utan avrinningsområdet är högsta punkten. Lavasån som avvattnar avrinningsområdet har biflödesordning 5, vilket innebär att vattnet flödar genom totalt 5 vattendrag innan det når havet efter 121 kilometer. Avrinningsområdet består mestadels av skog (73 procent). Avrinningsområdet har 1,25 kvadratkilometer vattenytor vilket ger det en sjöprocent på 14,3 procent.